# Nécropole nationale de Strasbourg-Cronenbourg
La nécropole nationale de Strasbourg-Cronenbourg est un cimetière militaire de Strasbourg qui regroupe les sépultures de soldats de toutes nationalités tombés lors des deux guerres mondiales.
Mise en service vers 1872, la nécropole est située place du Souvenir français à l’entrée du quartier de Cronenbourg, le long de l'autoroute A35.

## Histoire

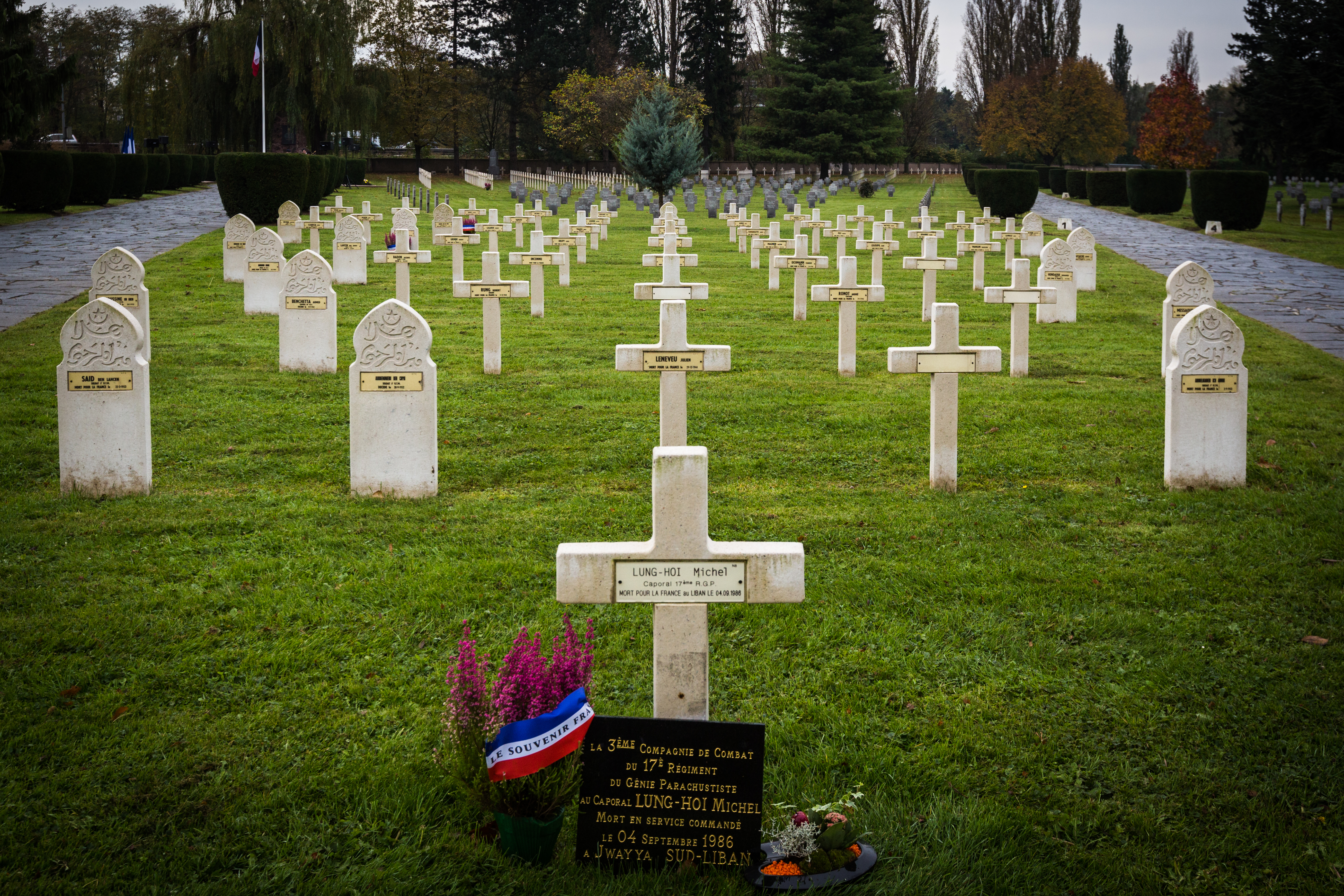
La sépulture du caporal Michel Lung-Hoi, mort en service commandé au Liban en 1986.

La nécropole est une extension de l’ancien cimetière de garnison allemand, après la guerre franco-prussienne de 1870/71 et la cession de l'Alsace par la France.
Elle rassemble 5 483 soldats français, allemands, britanniques, russes, serbes, polonais, yougoslaves, hollandais morts au cours des deux guerres mondiales et un militaire mort dans la guerre du Liban de 1986.
Autour de la place du Souvenir français, cinq panneaux de verre racontent l’histoire des conflits et une stèle rend hommage aux combattants d’Algérie.
L’entretien des sépultures est assuré par l'Office national des anciens combattants et victimes de guerre et le Souvenir français.
En 1940, les restes du général Kléber, inhumés depuis 1838 sous sa statue au centre de la place Kléber, sont transférés au cimetière militaire de Cronenbourg, avant de retrouver le caveau d'origine en 1945.
Le 5 avril 2004, cinq stèles (quatre musulmanes et une juive) y sont détériorées. La même année, dans la nuit du 5 au 6 août, quinze tombes musulmanes de soldats tombés pendant la Seconde Guerre mondiale sont profanées.

## Monuments
- Monument des - Officiers tués lors du bombardement du camp de prisonniers Oflag XB de Nienburg par l’aviation alliée le 4 février 1945 - « Morts pour la France 4.2.1945 ».
- Monument des équipages du  Groupe Gascogne 1/19, 16 décembre 1944 : capitaine Noël Gunépin, capitaine Pierre Lacordaire, lieutenant Hippolyte Menou, lieutenant René Jamain, lieutenant Marcel Chiteboun, lieutenant Georges Viret, lieutenant Léon Théry, aspirant Gaston Chambon, sergent-chef René Langlois, sergent André Tauveron, caporal-chef Marcel Marquès et du  Halifax NA547 H7-V sqn 346, Groupe 2/23 Guyenne, tombé en Allemagne le 21 février 1945 au cours d'une mission sur Worms : lieutenant Édouard Joumas, sous-lieutenant Édouard Dugnat, sergent Étienne Barde, sergent Guy Bourreau, sergent André Esquilat, sergent Louis Martrou.
- La nécropole abrite notamment la tombe d'Henry Lévy-Finger (1921–1944), de Rodolphe Jaeger (1920–1944) et du révérend père Jean-Baptiste Houchet, aumônier de la 2e DB (1904–1944)[6], tous les trois Compagnons de la Libération et morts pour la France.

Cérémonie du Souvenir à la nécropole militaire le 1er novembre 2013
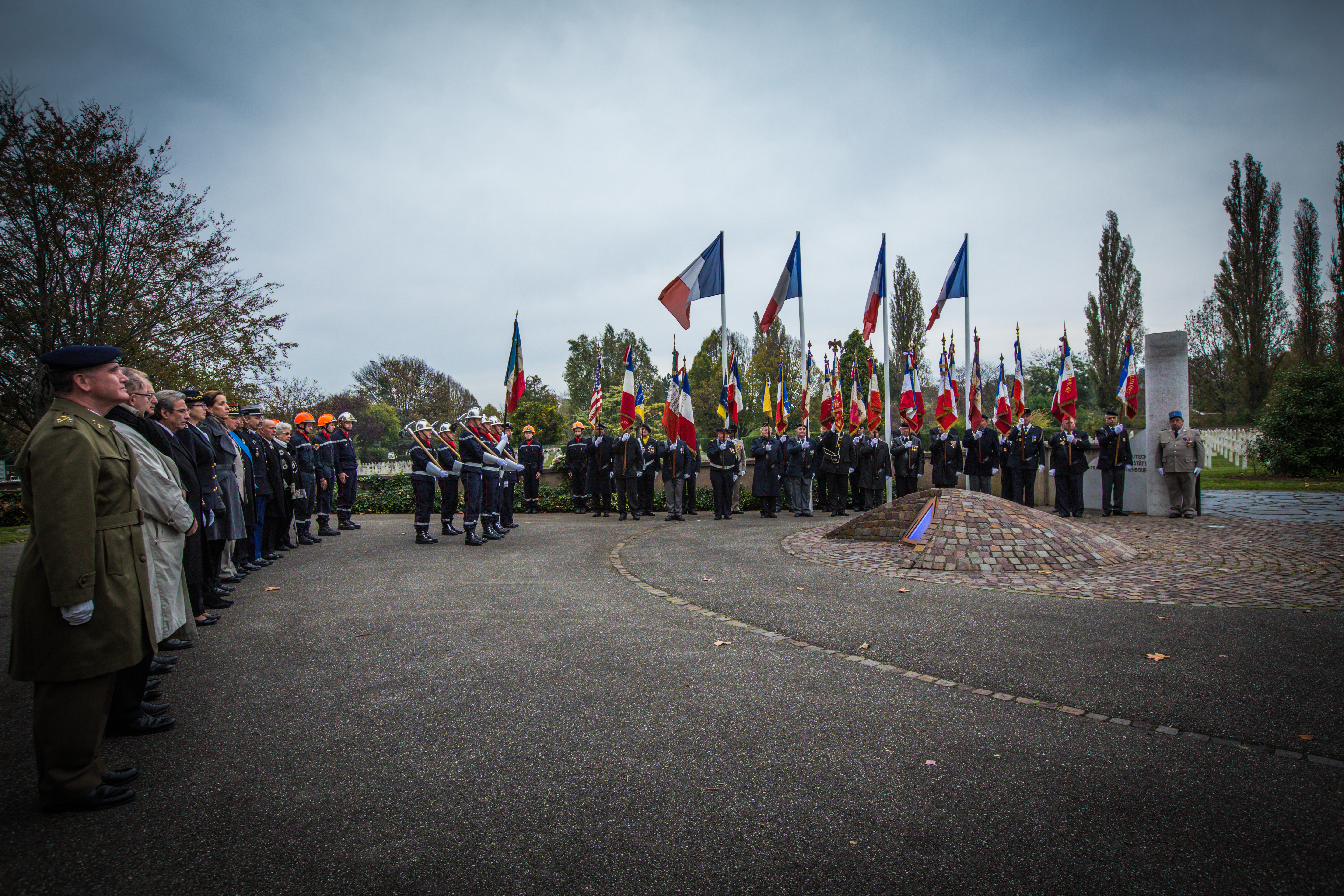
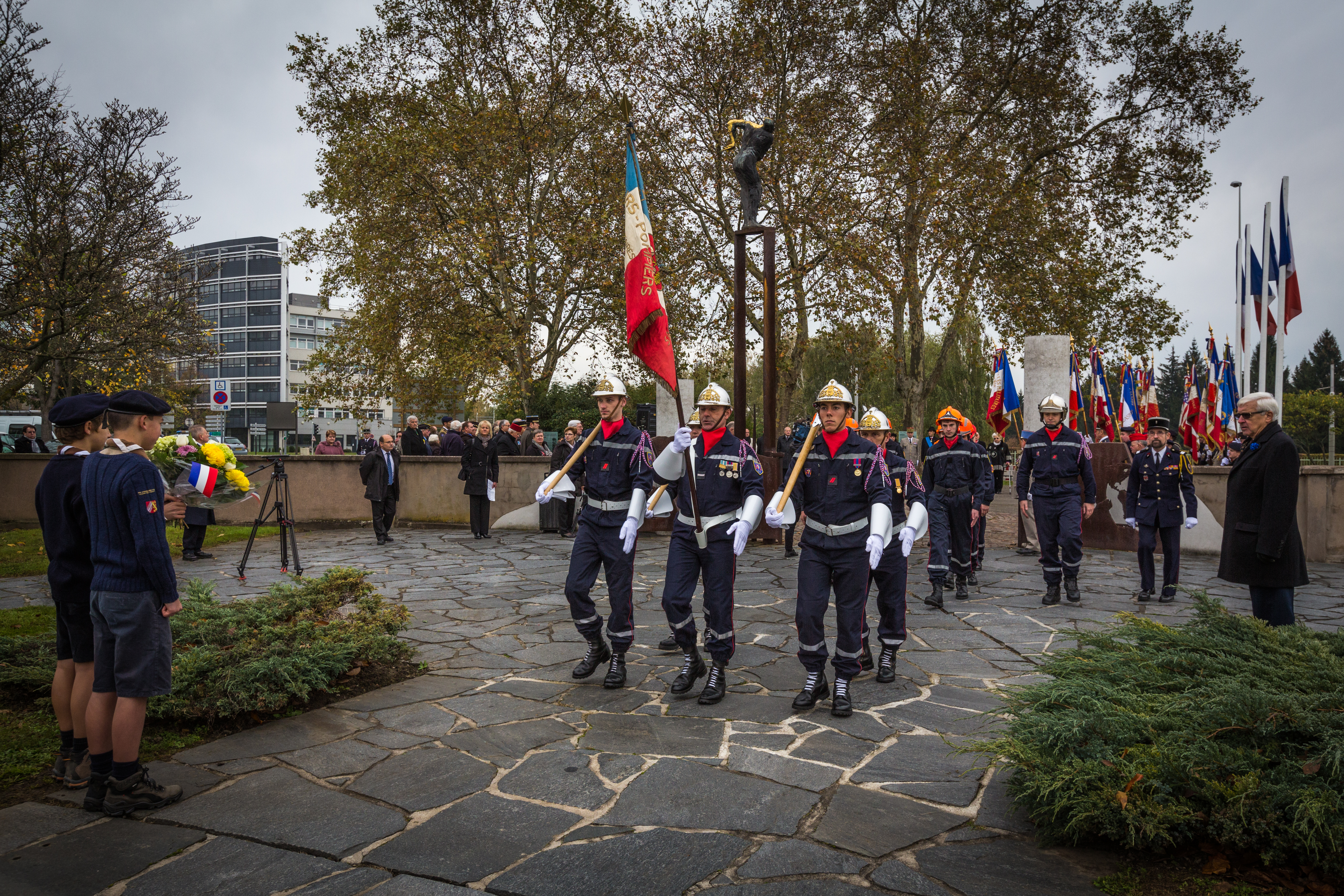
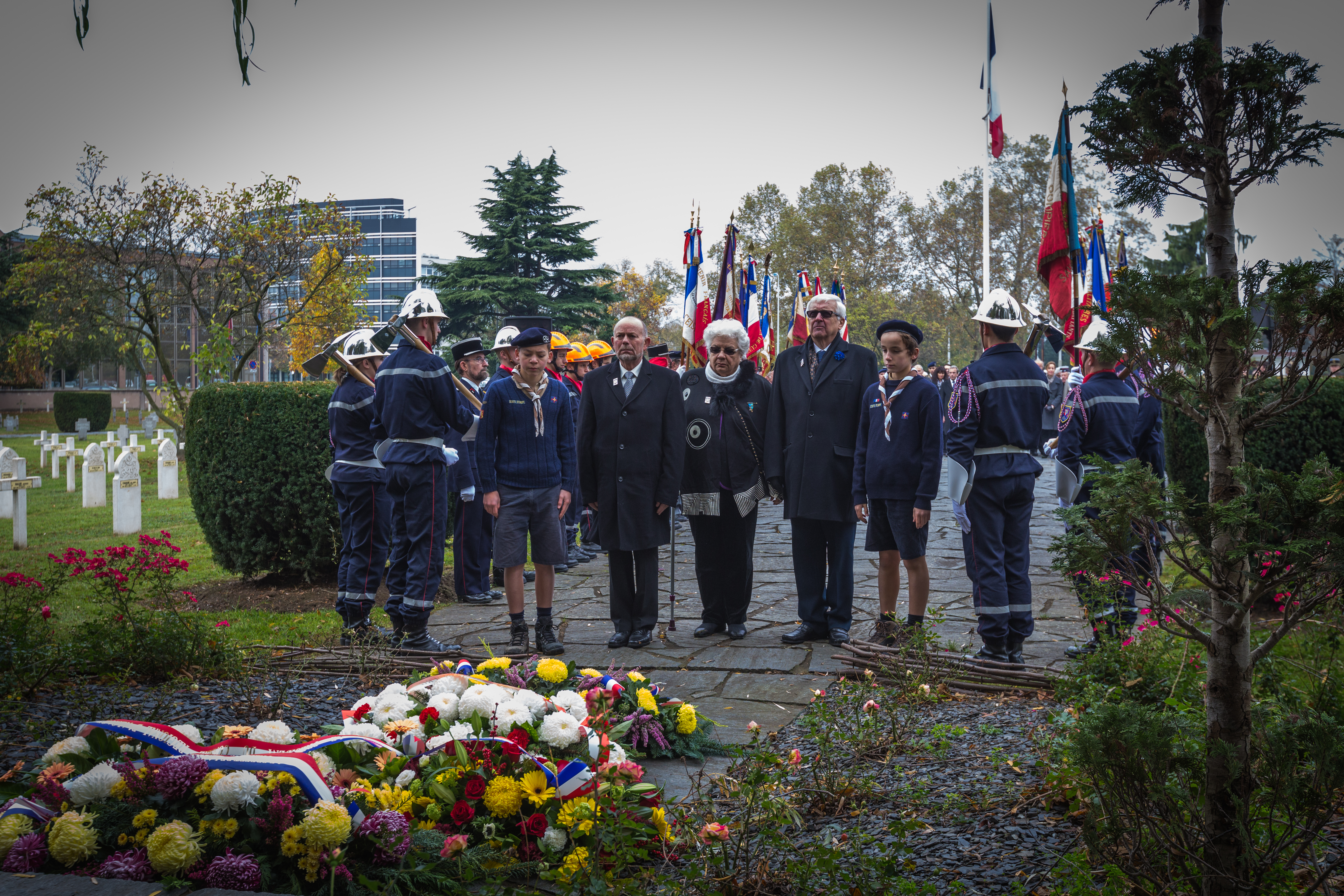
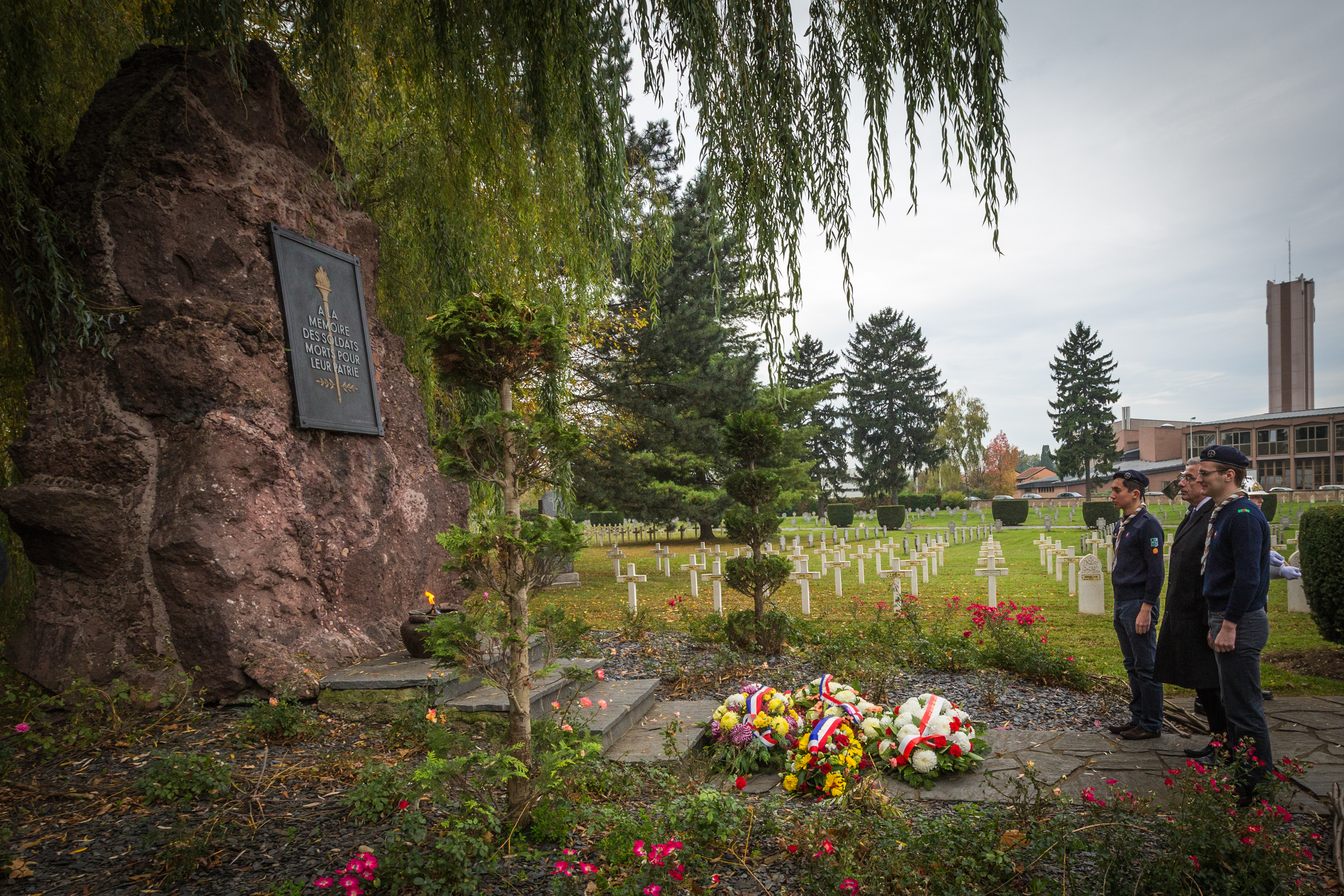
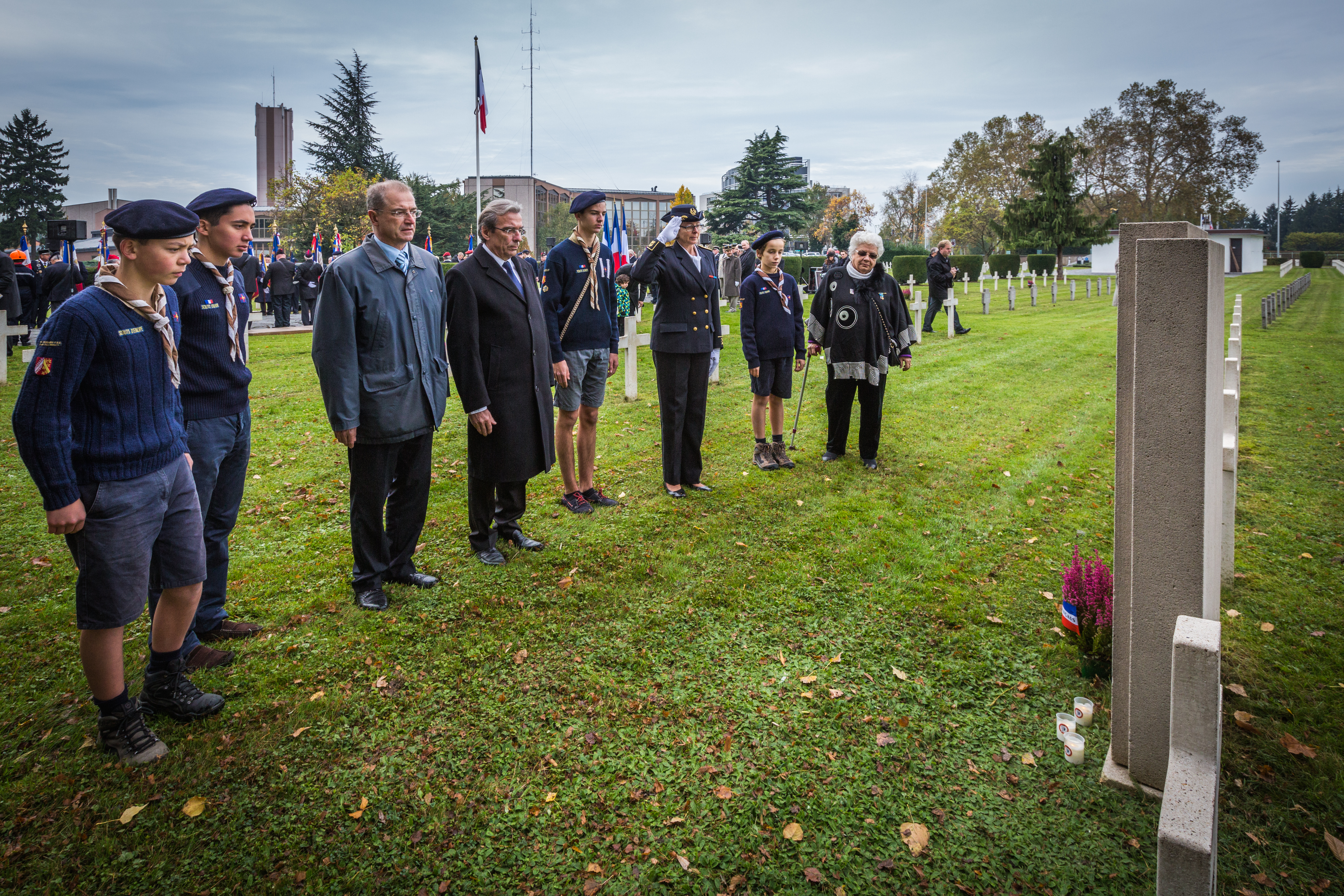
Le maire de Strasbourg, Roland Ries, se recueille sur la tombe du R.P. Jean-Baptiste Houchet, aumônier de la 2e DB. Toussaint 2013.